# Chapuis-Dornier

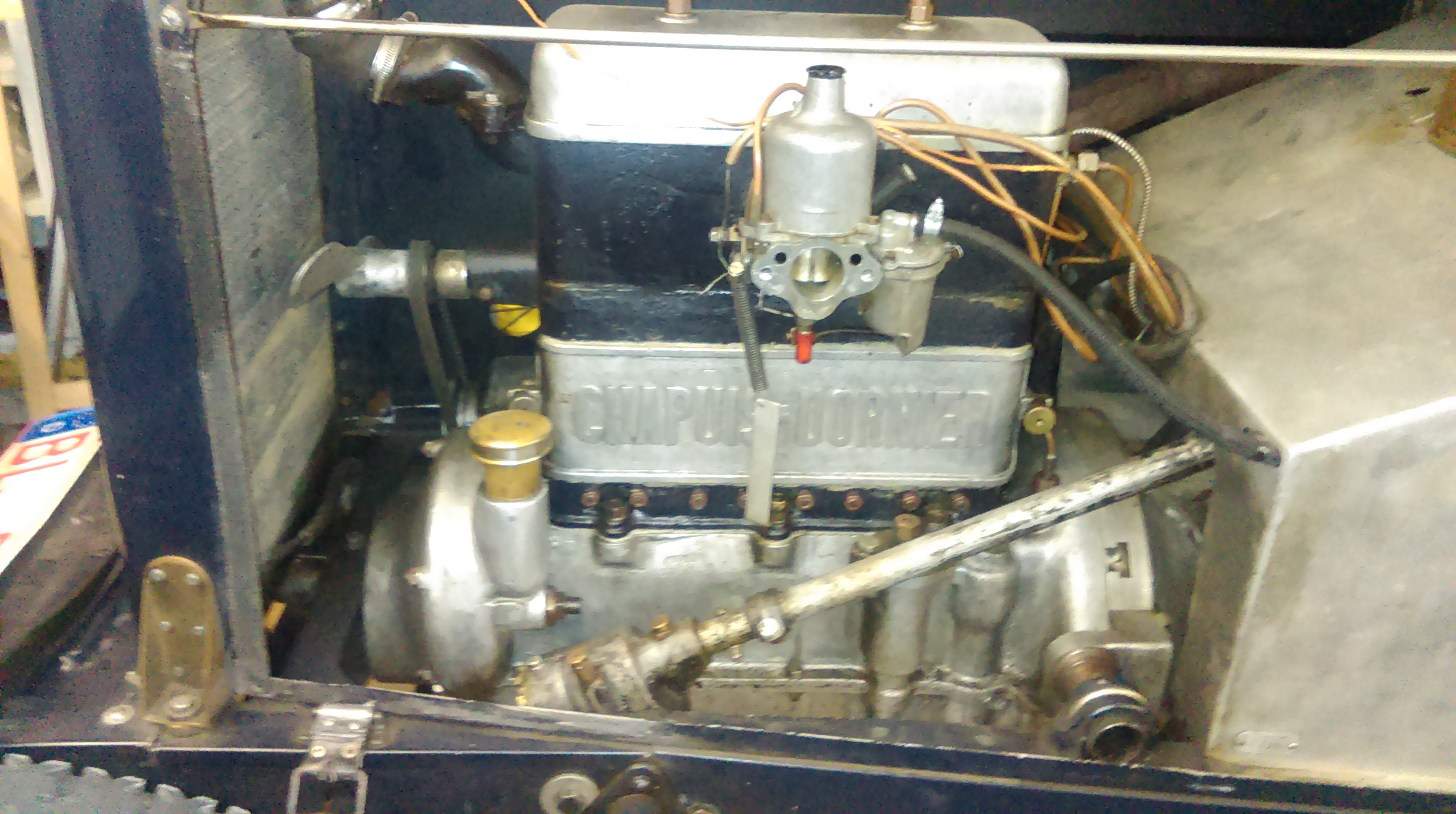
Motor von Chapuis-Dornier

Chapuis-Dornier war ein französischer Hersteller von Automobilen und Einbaumotoren.

## Unternehmensgeschichte
Das Unternehmen aus Puteaux lieferte Einbaumotoren an viele andere Automobilhersteller. 1919 begann die Produktion von Automobilen. Der Markenname lautete Chapuis-Dornier. 1921 endete die Automobilproduktion. Insgesamt entstanden nur wenige Fahrzeuge. Einbaumotoren wurden noch bis 1928 hergestellt.

## Fahrzeuge
Es wurden Modelle mit Vierzylindermotoren hergestellt.

## Einbaumotoren
Unter anderem wurden an folgende Automobilhersteller Einbaumotoren geliefert: Able, AS, AS, Bébé, Benjamin, B.N.C., CAR, Classic, Corre-La Licorne, Delage, Derby, DFP, Doriot-Flandrin, Dupressoir, Fadin, Favier, Fordinette, Fox, GAR, G.A.R., Gobron, IENA, Induco, Kévah, La Gazelle, Le Gui, Le Roll, Louvet, Madou, Marguerite, Marshall-Arter, Meldi, MS, Newey, OP, Patri, Rabœuf, Rally, Reyrol, SAM, SCH, Sénéchal, Sidéa, S.P.A.G., Speidel, S.U.P., TAM, Tic-Tac, Tuar, Vaillant und Zévaco.